# Biblioteka Polska w Rzymie
Biblioteka Polska w Rzymie (Biblioteca Polacca di Roma)– biblioteka Stacji Naukowej PAN w Rzymie powstała pod koniec 1927 wraz ze Stacją Naukową PAU, od 1957 – PAN. 

## Historia
W 1921 roku Józef Michałowski, pierwszy bibliotekarz i kierownik stacji (do 1957) przekazał 4 tys. woluminów dla badaczy prowadzących badanie w Archiwach Watykańskich w ramach Expeditio Romana. Umieszczono je w budynku Hospicjum Polskiego św. Stanisława. Stały się bazą dla biblioteki, która została otwarta 27 września 1927 roku równocześnie ze Stacją Polskiej Akademii Umiejętności. Zbiory były powiększane przez wydawnictwa Akademii, zakupy oraz dary. W 1929 roku pozyskano unikatowy zbiór fotografii (60 tys.) dzieł renesansowych sztuki europejskiej i włoskiej, a także dzieł z Azji Mniejszej Karola Lanckorońskiego. Od przełomu 1938 i 1939 siedzibą biblioteki jest pałac książąt Doria. W latach 1941–1946 Michałowski ukrył księgozbiór w Bibliotece Watykańskiej. Po wojnie czasowo biblioteką zarządzała Interim Treasury Commission, a w 1946 roku przejęła ją Polska Akademia Nauk. W latach 1972–1976 część najstarszych zbiorów przewieziono do Biblioteki Kórnickiej.
Zbiory obejmują publikacje z zakresu historii Polski (od początku główny księgozbiór), historii sztuki i nauki o kulturze antycznej, historii Kościoła, stosunków polsko-włoskich, także liczne polonika. Na początku lat 90. liczyły ok. 30 tys. tomów, w tym 500 tytułów czasopism, ok. 40 tys. jednostek bibliotecznych zbiorów specjalnych i 350 starych druków. Korzystają z nich przede wszystkim włoscy poloniści i slawiści oraz polscy stypendyści we Włoszech.